# Pretto
Pretto est une fintech française, spécialisée dans le courtage en crédit immobilier en ligne, créée en 2017 par Renaud Pestre et Pierre Chapon.

## Histoire
En octobre 2017, Pretto annonce une levée de fonds de 1,3 million d'euros.
En février 2019, Pretto revendique 100 000 utilisateurs et effectue sa deuxième levée de fonds en mobilisant 8 millions d'euros auprès notamment d'Alven Capital et de Blackfin,.
En Janvier 2022, Pretto lève à nouveau 30 millions d'euros auprès de Serena, Eurazeo et Orange Ventures et des fonds historiques Kernel, Alven et BlackFin Capital Partners[réf. nécessaire].

## Service
Pretto est un service de courtage en ligne instantané.
La plateforme propose un simulateur de prêt personnalisés gratuit et sans inscription pour obtenir les résultats de la simulation. Elle propose ensuite de créer son compte pour obtenir l'assistance d'un conseiller en courtage.